# گرگ مبارز
گرگ مبارز (به انگلیسی: Wolf Warrior) فیلمی به کارگردانی وو جینگ است که در دوم آوریل ۲۰۱۵ منتشر شد.
دنباله این فیلم گرگ مبارز ۲ می‌باشد که در تاریخ ۲۷ ژوئیه ۲۰۱۷ در چین اکران شد.

## داستان
داستان فیلم دربارهٔ یک سرباز چینی باتجربه هست که از قدرت و مهارت تیراندازی فوق‌العاده‌ای برخوردار هست. اما وِی در طول یکی از ماموریت‌هایش با گروهی عجیب مواجه می‌شود.